# 418 Alemannia
418 Alemannia là một tiểu hành tinh ở vành đai chính. Nó được Max Wolf phát hiện ngày 7.9.1896 ở Heidelberg và được đặt theo tên Alemannia, một hội ái hữu sinh viên đại học Heidelberg.